# Рилска преработка на „История славянобългарска“
Рилската преработка на „История славянобългарска“ е ръкопис, съставен през 1825 година в Рилския манастир. Съхранява се в Народна библиотека „Кирил и Методий“ под № 775. 
Обхваща 88 листа с писмо размери 14X20 см. едър правилен нов полуустав с по 18 реда на страница. Заглавията в ръкописа са в червено, а числата с буквени цифри. 
Това е първата преработка, а не препис на „История славянобългарска“, като със сигурност е установено че тази преработка има компилативен характер с История во кратце о болгарском народе словенском. Тази първа преработка става протограф на много нови преписи на вече преработения оригинален текст. На практика до излизането на печатния Царственик или история болгарская, това е алтернативна компилативна редакция на Паисиевата история. 

## Етно-географски опис
Този ръкопис има като добавка списък на българските области и градове. Българското землище според преписвача от 20-те години на XIX век обхваща четири български области, а именно: Мизия, Тракия, Македония и Дардания, съответно с по: 33; 43; 37 и 21 града или общо 134 (реално 133) български града. Дардания била откъм венецианската страна, явно откъм т.нар. Албания Венета, Тракия била източната страна, Македония – южната, а Загорие, т.е. Мизия – северната българска страна. Явно преписвачът е ползвал стар източник за някои или за повече от тези му данни (поне от XVIII век), т.к. Венецианска република от 1797 г. няма. В този контекст добавката е особено ценно българско географско-етнографско описание непосредствено преди и по време на Наполеоновите войни, Първото сръбско въстание и последвалата Гръцка война за независимост. 
Списъкът е направил впечатление и е публикуван първо от Найден Геров, а след него и от Марин Дринов.

### Български градове в Мизия
1. Белоградчик
2. Неготин
3. Фатислам (Кладово)
4. Берковица
5. Кутловица (Монтана)
6. Видин
7. Враца
8. Оряхово
9. Лом
10. Ловеч
11. Никопол
12. Севлиево
13. Плевен
14. Свищов
15. Търново
16. Русе
17. Арбанаси
18. Родостол, т.е. Доростол – Силистра
19. Ряхово
20. Разград
21. Мачин
22. Ески Джумая (Търговище)
23. Шумен
24. Козла, т.е. Козлуджа (Окръг Кюстенджа)
25. Кесаково е или Кюстенджа или Черна вода (град) с антично име Аксиопол
26. Пазарджик, т.е. Нови Пазар
27. Преслав
28. Баба, т.е. Бабадаг
29. Тулча
30. Каварна
31. Варна
32. Суворово, т.е. Козлуджа в списъка

- Селищата по списък са 32, а не 33, както сочи автора, може би заради Балчик който е поставен в Тракия.

### Български градове в Тракия
1. Созопол
2. Бабаески
3. Сара, вероятно Малък Самоков или Селиолу
4. Нона, вероятно Енос
5. Одрин
6. Бургас, а може би Люлебургас
7. Айло, т.е Ахтопол
8. Несебър
9. Айтос
10. Балчик
11. Малко Търново
12. Карнобат
13. Жеравна
14. Узунджово
15. Хасково
16. Чирпан
17. Захра, т.е. Нова Загора
18. Загора, т.е. Стара Загора
19. Ямбол
20. Сливен
21. Котел
22. Казанлък
23. Карлово
24. Етрополе
25. Пловдив
26. Стена, т.е. Станимака
27. Пазарджик
28. Самоков
29. Ихтиман
30. Златица
31. Пещера
32. София
33. Радомир
34. Дупница
35. Джумая, т.е. Благоевград
36. Кюстендил
37. Баня, т.е. Сапарева баня
38. Брезник
39. Трън
40. Пирот
41. Враня
42. Лесковац
43. Ниш
44. Круша, т.е. Крушевац

- Балчик следва да е в Мизия

### Български градове в Македония
1. Новай, вероятно тогава днешното землище на Смолян
2. Козя стена, по всяка вероятност Рудозем заради крепостта Козник
3. Скеча
4. Гюмюрджина
5. Смилян
6. Зъхна
7. Просечена
8. Драма
9. Филиопис
10. Неврокоп
11. Мехомия
12. Баня
13. Мелник
14. Сяр
15. Демирхисар
16. Джумая
17. Дойран
18. Петрич
19. Радовиш
20. Виница
21. Струмица
22. Щип
23. Кочани
24. Паланка
25. Кратово
26. Куманово
27. Тиквеш
28. Велес
29. Търлис
30. Скопие
31. Балджа
32. Воден
33. Нов град
34. Негуш
35. Катраница
36. Вардар
37. Прищина

### Български градове в Дардания
1. Охрид
2. Битоля
3. Прилеп
4. Нови пазар
5. Дяково
6. Призрен
7. Калканда
8. Елбасан
9. Шкодра
10. Река
11. Дебър
12. Ужеца
13. Горна река
14. Долен Дебър
15. Скендер, т.е. Круя или цялата Албанска низина
16. Крушовица, т.е. Крушево (община Краковища), а може и Крушево (град)
17. Кораб, явно се има предвид землището около Кораб (планина)
18. Ново село, т.е. Ново село (община Кукъс)
19. Плясово, т.е. Пляса
20. Бер

- Всъщност изброените градове в Дардания са 20, а не 21. [6]